# Camera dei rappresentanti dell'Arkansas
La Camera dei rappresentanti dell'Arkansas è la camera bassa dell'Assemblea generale dell'Arkansas. L’altra è il Senato.
È composta da 100 membri, eletti in altrettanti distretti sul territorio dello Stato (ognuno dei quali rappresenta circa 29.159 abitanti, secondo il censimento del 2010), per un mandato di due anni e fino ad un limite massimo di 16 anni cumulativi in una delle due Camere, secondo quanto stabilito nel 2014 dall'emendamento alla Costituzione statale.
La Camera di riunisce annualmente, in sessione regolare negli anni dispari e per le sessioni fiscali in quelli pari, al Campidoglio di Little Rock.
Lo Speaker della Camera è il presidente di questa istituzione ed è eletto dai suoi componenti ogni due anni; tra i suoi compiti rientrano la supervisione e la direzione dell'ordine quotidiano dei lavori, l'autorizzare i membri a parlare, il preservare l'ordine nella Camera, la valutazione di tutte le questioni in materia di ordine e di pertinenza, il certificare le misure approvate, l'assegnazione della presidenza alle varie commissioni e la nomina dei membri di alcune commissioni prescelte.
In caso di assenza dello Speaker, presiede l'assemblea lo Speaker pro tempore.